# アントワネット・ド・サン・レジェ

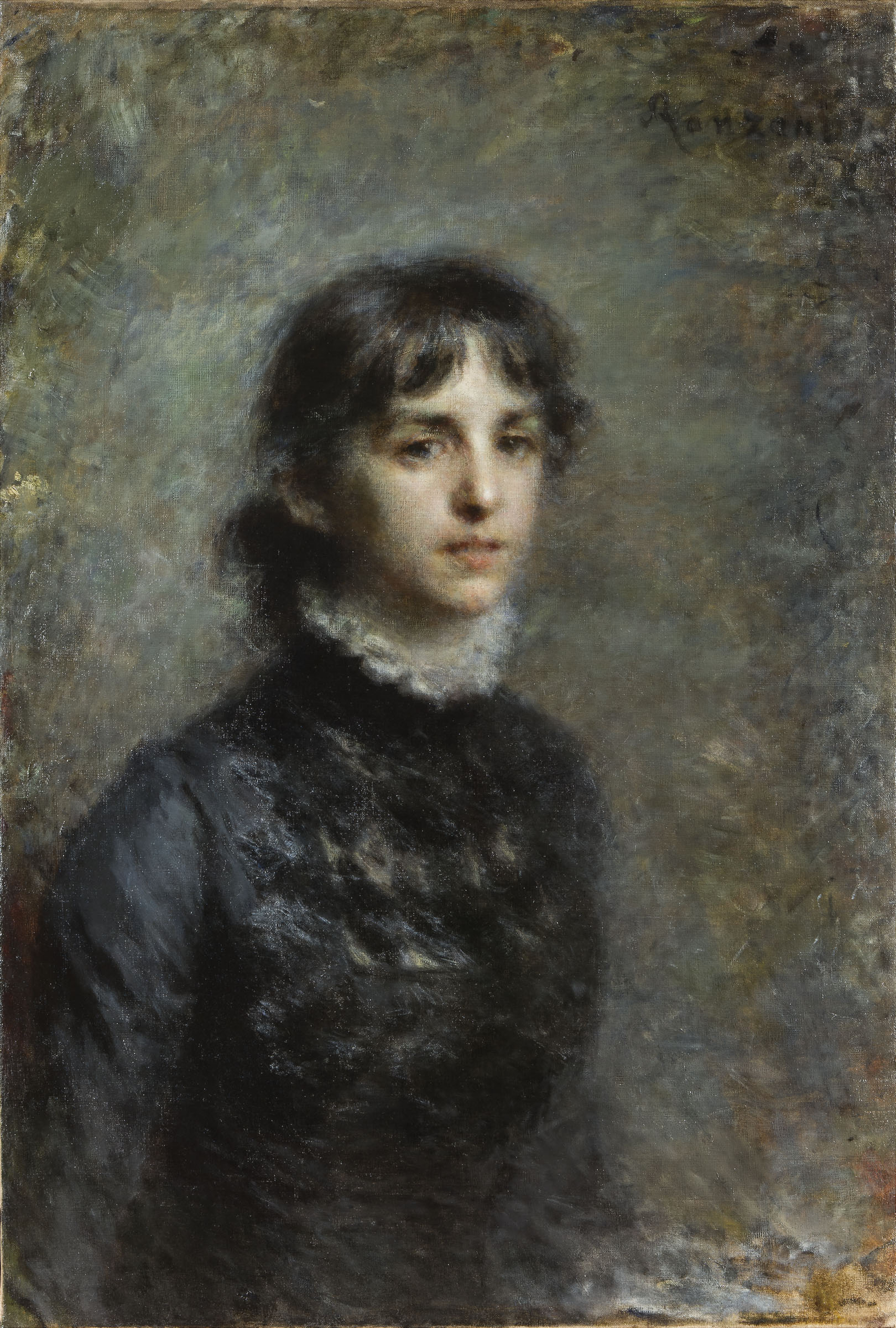
アントワネット・ド・サン・レジェ、ダニエーレ・ランツォーニ画、1886年

アントワネット・ド・サン・レジェ（Antoinette de Saint Léger, 1856年6月20日 サンクト・ペテルブルク - 1948年1月24日 イントラーニャ）は、スイス・ティチーノ州マッジョーレ湖中のブリッサーゴ諸島の所有者（1885年 - 1927年）だった女性。「サン・レジェ男爵夫人（La baronne de Saint-Léger）」の通称で知られた。

## 生涯
ロシア皇帝アレクサンドル2世の婚外子の一人だったと言われる。サンクト・ペテルブルク生まれで、母はヴィルヘルミーネ・バイヤーというドイツ人だった。1873年南伊ポルティチにてフリードリヒ・シュトルテ（1878年没）と結婚するが死別、次いでメッシーナにてユリウス・エーヴァルト・イェーガー（1828年 - 1883年）と再婚するが離婚。1881年リチャード・フレミング・ド・サン・レジェ（1858年 - 1922年）と三度目の結婚をする。リチャードは初代ドナラル子爵の曾孫にあたる、アングロ・アイリッシュの裕福な青年将校で、伯父の一人から「サン・レジェ男爵」と称する権利を受け継いだとされる。夫妻はともに世界中の多種多様な植物を愛好・収集し、ブリッサーゴ諸島を買い上げ、その主島サン・パンクラツィオ島の庭園を巨大な植物園へと変貌させた。
1886年から1914年にかけ、アントワネットは湖中の島の邸宅の女主人として世間の注目を集めた。ダニエーレ・ランツォーニ、フィリッポ・フランツォーニ、ジョヴァンニ・セガンティーニなどの画家が島に客として招かれた。作曲家のルッジェーロ・レオンカヴァッロや、第一次世界大戦後はジェイムズ・ジョイス、ライナー・マリア・リルケ、ハリー・ケスラーらの作家も島を訪れた。アントワネットは長じて事業家としての情熱にも目覚めたが、投機的な事業に失敗し財産を失った。ザカフカースでの鉄道敷設、ルーマニアでの路面電車敷設その他のリスクを伴う投資は、サン・レジェ夫妻にとてつもない経済的損失を与えた。アントワネットの事業経営面、そして性的な面での乱脈さに辟易した夫は、1897年妻の元を去ってナポリに戻り、同市でイギリス公使としての職務を全うし、1922年に死んだ。
1920年代に入ると、孤独になったアントワネットは島の地所にこもって暮らすようになった。彼女は邸内のあちこちに美形の有名人に似せた人形を並べて暮らした。また訴訟を起こすことにも熱中したが、度重なる訴訟で高額な弁護士費用がかさみ、深刻な経済的苦境に陥った。そこで1927年ハンブルクの裕福なユダヤ人マックス・エムデンにブリッサーゴ諸島を売却し、経済状況は一時的に好転した。彼女はアスコナのモスキア地区にあった、元製粉・製麺・製菓工場であったものを改装した「カーサ・モスキア（Casa Moscia）」という家に住んだ。この家はエムデンから買い与えられたものだった。1940年11月、イントラーニャの老人ホーム「サン・ドナート（San Donato）」に入所し、1948年に全くの無一文となって死んだ。アントワネットは生前60冊にのぼる大部の日記を書いていたが、死後、日記の所在は不明となった。

## 引用・脚注
1. ↑  Antoinette de Saint Léger und die Isole di Brissago. In:  Heimatschutz=Patrimoine, Band 45, 1950, S. 6–8.
2. ↑  La Baronessa e le Isole di Brissago: una storia d’amore (italienisch) auf ascona-locarno.com